# Régiment Royal-Picardie cavalerie
Das Régiment Royal-Picardie cavalerie, zuletzt als 20e régiment de cavalerie, war ein Regiment der schweren Kavallerie, aufgestellt im Königreich Frankreich während des Ancien Régime und der Ersten Republik.

## Aufstellung und signifikante Änderungen
- 16. September 1652: Aufstellung des Régiment de Foix cavalerie
- 20. Juli 1660: Reduziert auf eine Kompanie
- 7. Dezember 1665: Wiederaufstellung des Régiment de Foix cavalerie
- 1. Juli 1674: Umbenennung in Régiment de Biran cavalerie[1]
- 8. August 1679: Auflösung, die Leibkompanie (Compagnie mestre de camp) wurde mit Befehl vom 15. des Monats in das  Régiment Royal-Piémont cavalerie eingegliedert.
- 20. Oktober 1683: Wiederaufstellung als Provinzregiment unter dem Namen Régiment d’Armagnac cavalerie.
- 15. Januar 1684: Umbenennung in Régiment de Roquelaure cavalerie
- 10. Mai 1691: Umbenennung in Régiment d’Esclainvilliers cavalerie
- 1724: Umbenennung in Régiment de Peyre cavalerie
- 10. März 1739: Umbenennung in Régiment de Vintimille cavalerie
- 1. Februar 1749: Umbenennung in Régiment de Fumel cavalerie
- 1. Dezember 1761: Aufstockung durch die Eingliederung des Régiment de Bourbon-Busset cavalerie  und umbenennung in  Régiment Royal-Picardie cavalerie[2]
- 1. Januar 1791: Umbenennung in 21e régiment de cavalerie
- 1792: Umbenennung in 20e régiment de cavalerie[3]
- 24. September 1803: Entlassen und auf andere Regimenter aufgeteilt

## Ausstattung

### Standarten

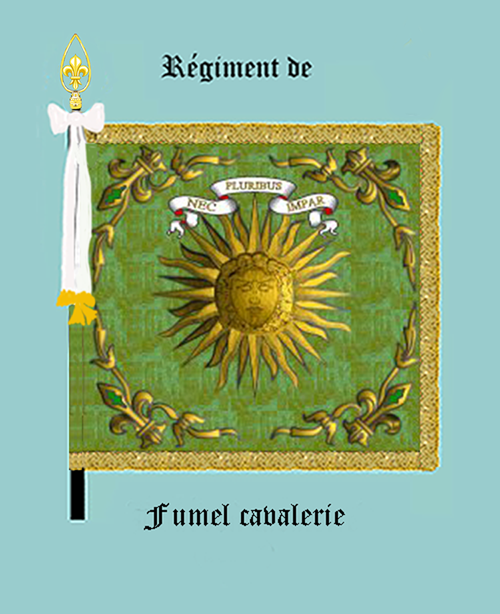
Standarte des Regiments Fumel cavalerie

Das Regiment führte bis zu vier Standarten aus grüner Seide. Beidseitig war die königliche Sonne abgebildet, die von Lilien an den Ecken eingefasst war. Alle Stickereien sowie die Fransen waren in Gold ausgeführt. Nach der Verleihung des Attributs „Royal“ änderte sich die Farbe in Blau.

### Uniformierung

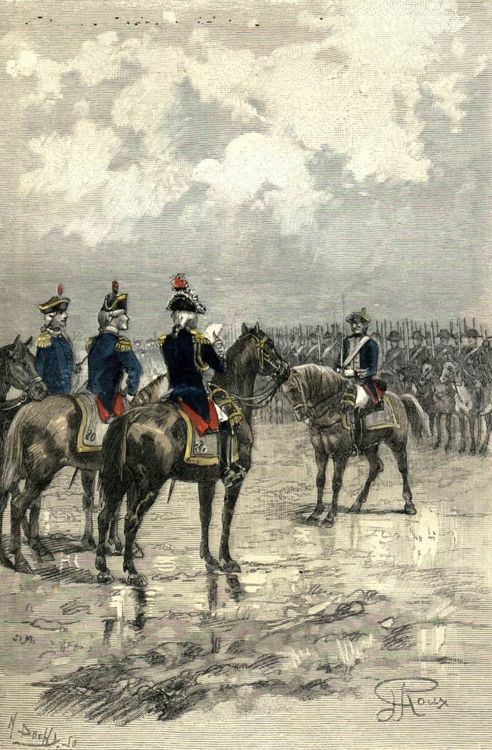
Das Regiment Royal-Picardie ist angetreten und wird in „20^{e} régiment de cavalerie“ umbenannt. Illustration von George Roux in Le Chemin de France, Novelle von Jules Verne.

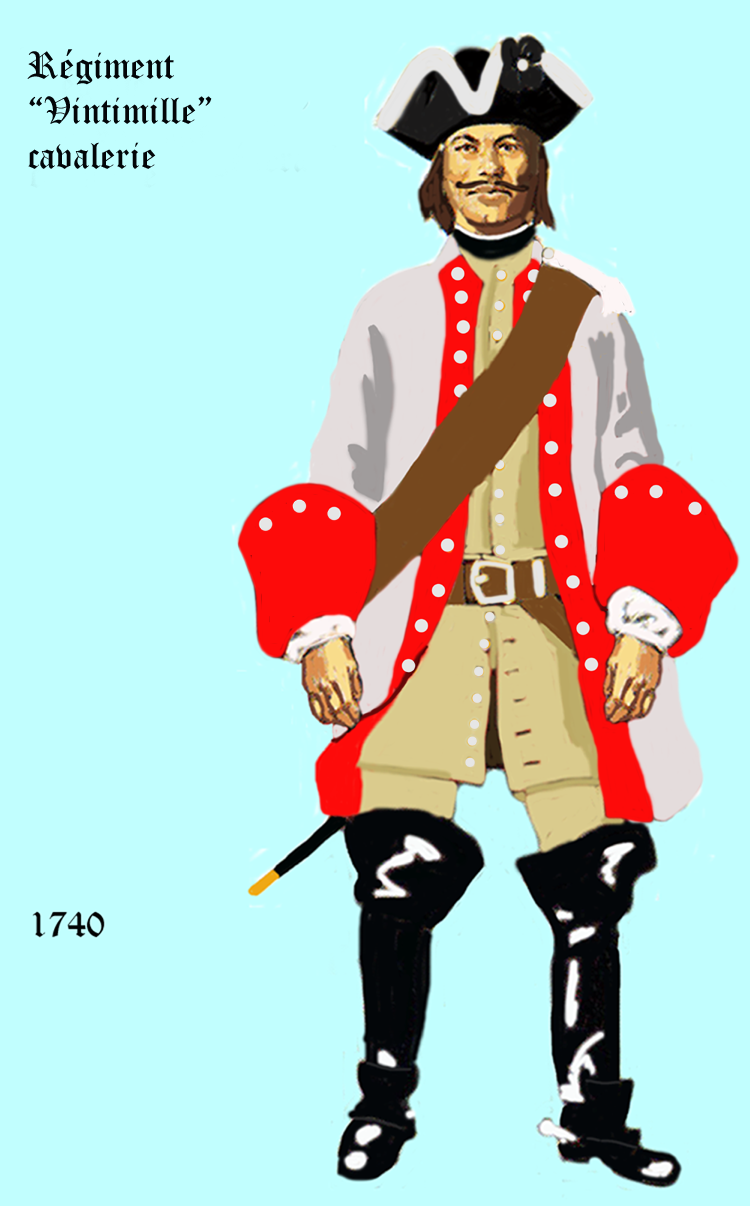
Vintimille cavalerie von 1740 bis 1757
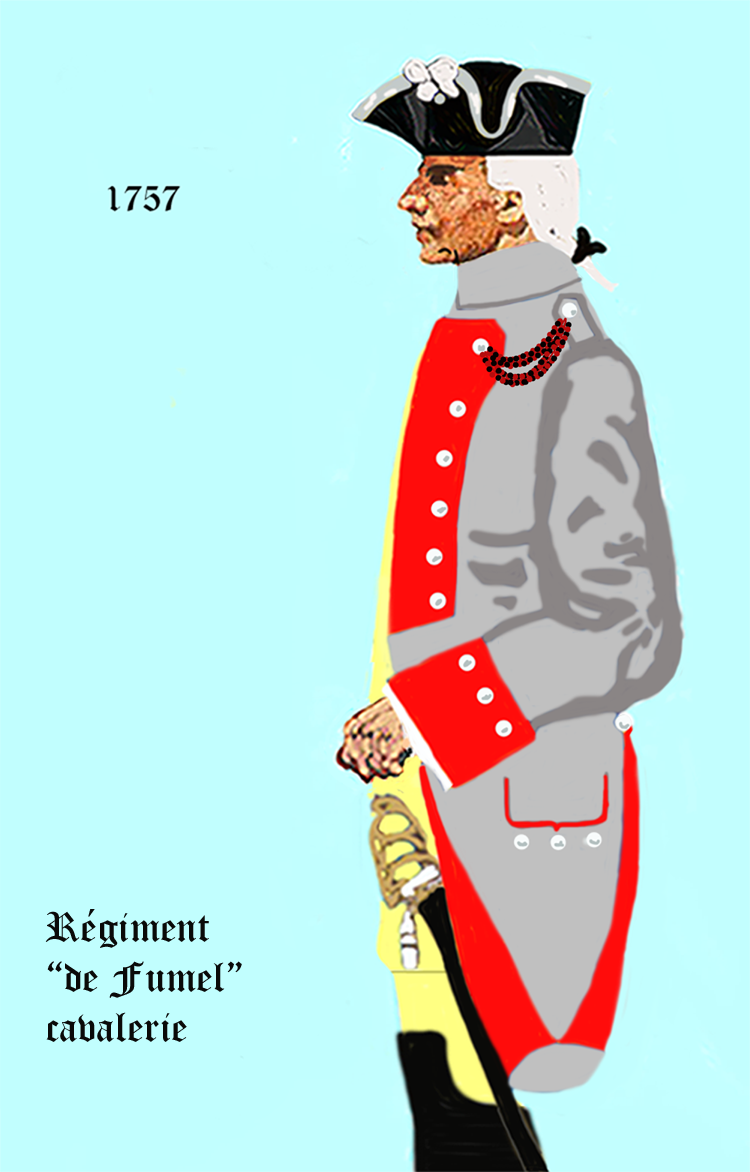
Royal-Picardie cavalerie von 1757 bis 1762
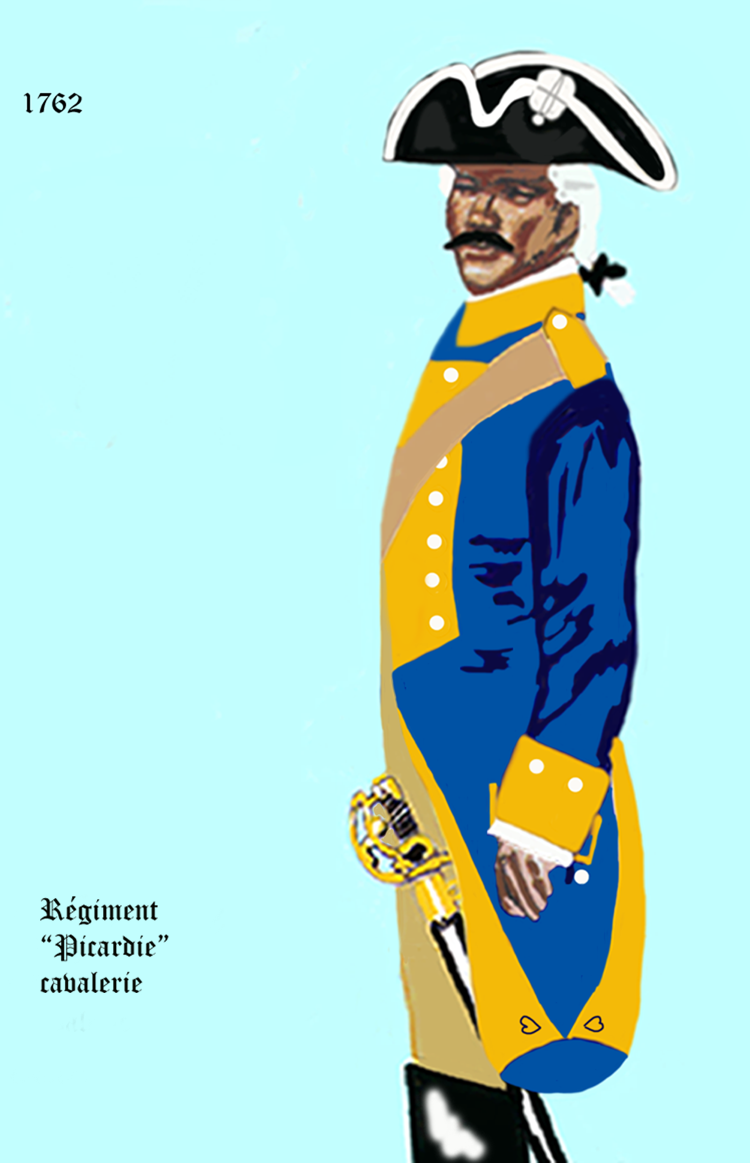
Royal-Picardie cavalerie von 1762 bis 1767
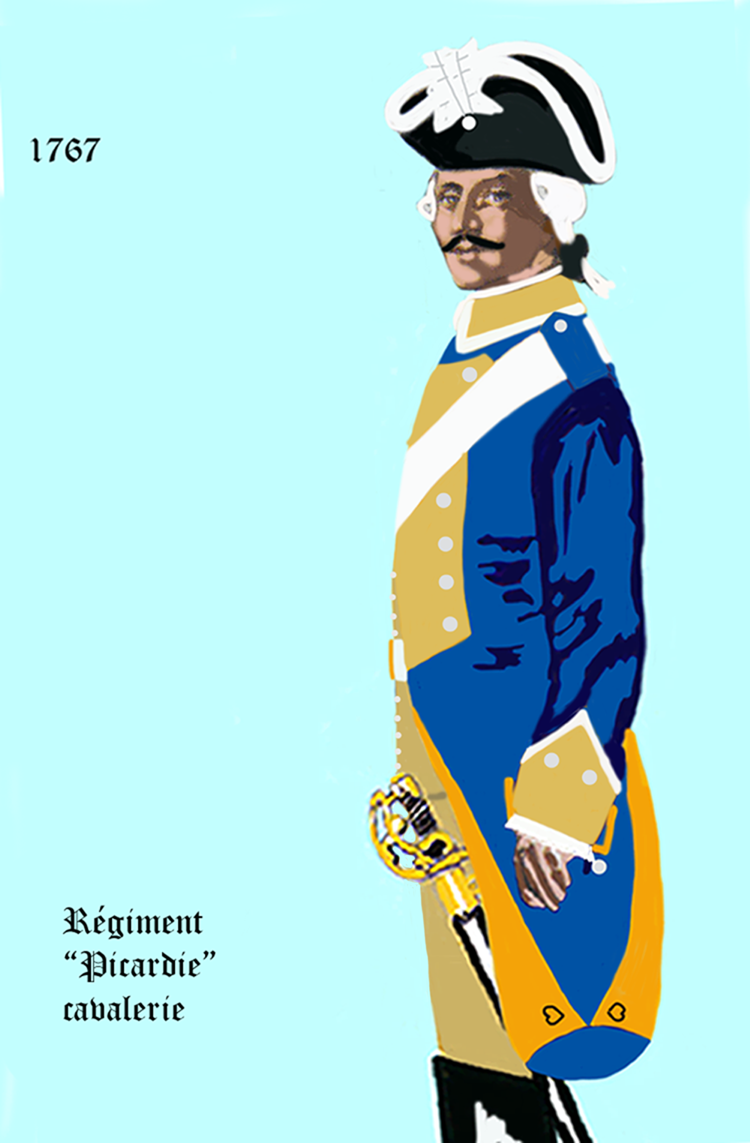
Royal-Picardie cavalerie von 1767 bis 1776
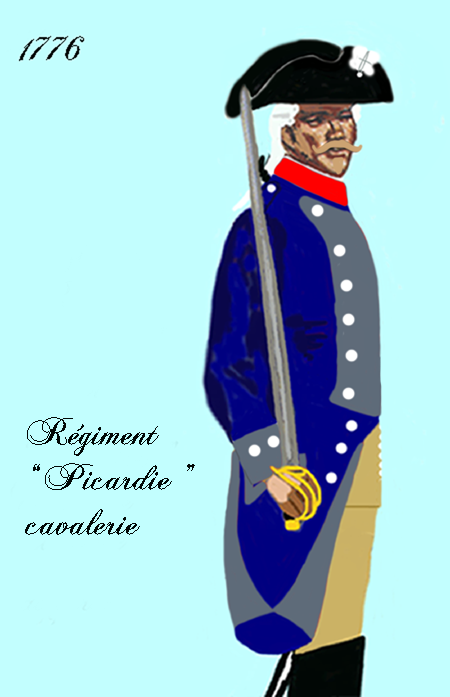
Royal-Picardie cavalerie von 1776 bis 1791
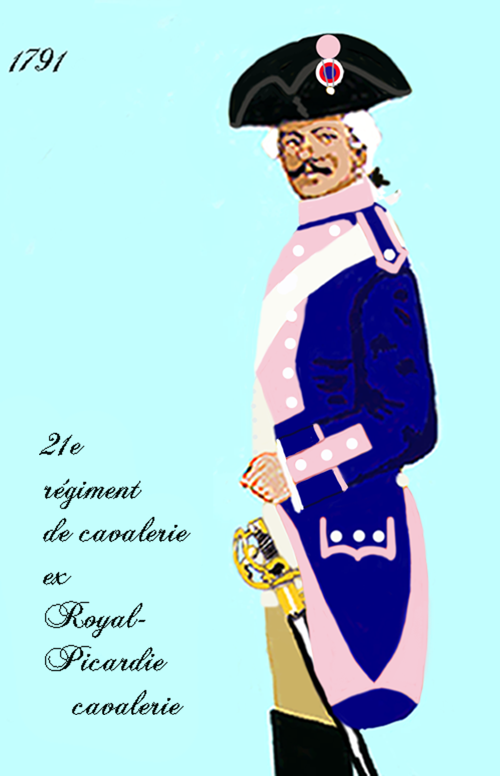
21e régiment de cavalerie von 1791 bis 1792, dann 20e régiment de cavalerie

## Mestres de camp, Colonels/chef-de-brigade
(Mestre de camp war die Rangbezeichnung für den Regimentsinhaber und/oder den tatsächlichen Kommandeur. Sollte es sich bei dem Mestre de camp um eine Person des Hochadels handeln, die an der Führung des Regiments kein Interesse hatte (wie z. B. der König oder die Königin) so wurde das Kommando dem Mestre de camp lieutenant (oder Mestre de camp en second) überlassen. Während der Revolution wurde dieser Rang durch den „Colonel“  und von 1793 bis 1803 durch den Chef de brigade ersetzt)
- 16. September 1652: Mestre de camp Louis Charles de Nogaret de Foix, Duc de Candale
- Januar 1658: Mestre de camp de Nogaret, duc de Foix-Candale
- 1. Juli 1674: Mestre de camp Antoine-Gaston de Roquelaure, marquis de Biran – dann duc de Roquelaure
- 10. Mai 1691: Mestre de camp Charles Thimoléon de Séricourt, marquis d’Esclainvilliers
- 16. März 1704: Mestre de camp de Séricourt, marquis d’Esclainvilliers
- 1724: Mestre de camp Comte de Peyre
- 10. März 1739: Mestre de camp Jean-Baptiste Félix Hubert comte de Vintimille, dann comte du Luc
- 1. Februar 1749: Mestre de camp (ab 1761 Mestre de camp-lieutenant) Comte Joseph de Fumel
- 1. März 1763: Mestre de camp-lieutenant François, chevalier de Fumel
- 24. März 1769: Mestre de camp-lieutenant Jean Anaclet, comte de Bassompierre
- 10. März 1788: Mestre de camp-lieutenant Henri, marquis de Lostanges
- 21. Oktober 1791: Colonel Joseph François Régis Camille Serre de Gras
- 5. Februar 1792: Colonel Antoine de Wardner
- 7. März 1792: Colonel Othon Grégoire Benoît de Lostende
- 1. August 1792: Colonel Jean Louis La Roque
- 8. März 1793: Chef de brigade Jean-Baptiste Sébastien Le Comte
- 25. Juni 1793: Chef de brigade Jean Louis Augustin Robe de Moineuse
- 15. Juli 1793: Chef de brigade Pierre Mervan
- 6. April 1794: Chef de brigade François d’Argeant
- 24. August 1799: Chef de brigade Ruffé

## Geschichte
Das Regiment war in den folgenden Kriegen eingesetzt:
- Französisch-Spanischer Krieg
- Devolutionskrieg
- Holländischer Krieg
- Pfälzischer Erbfolgekrieg
- Spanischer Erbfolgekrieg
- Polnischer Thronfolgekrieg
- Österreichischer Erbfolgekrieg
- Siebenjähriger Krieg
- Koalitionskriege

Am 16. September 1652 erhielt der Duc de Candale ein Patent zur Aufstellung eine Kavallerieregiments ausgefertigt. Dieses wurde sogleich der „Armée de Catalogne“ (Katalanische Armee) zugeteilt. Erstmals eingesetzt wurde es 1654 bei der Einnahme von Villefranca, Roses und Puigcerdà. 1655 wurde es zur Armee in der Picardie abkommandiert. Im folgenden Jahr stand es wieder in Katalonien, wo es bis zum Abschluss des Friedensvertrages an der Pyrenäenfront eingesetzt war. Der Regimentsinhaber, der Duc de Candale starb am 2. Januar 1658 in Lyon. Das Regiment ging als Erbfall an einen Angehörigen seiner Familie über und hieß von nun an „Régiment de Foix-Candale cavalerie“. Nach dem Ende des Französisch-Spanischen Krieges wurde das Regiment wie viele andere am 20. Juli 1660 bis auf die Leibkompanie entlassen. Mit dem 7. Dezember 1665 erfolgte die Neuaufstellung als „Régiment de Foix-Candale cavalerie“ und die Kommandierung zur „Armée de Roussillon“ (Roussillon-Armee). Im Jahre 1668 verlegten die vier Kompanien, aus denen die Einheit zu diesem Zeitpunkt bestand, anlässlich des Devolutionskrieges zur Besetzung der Franche-Comté. Nach dem Friedensvertrag wurde die Einheit am 24. Mai 1668 wieder bis auf die Leibkompanie reduziert.
Am 9. Mai 1671 unter dem gleichen Namen wieder errichtet diente es 1672 im Holländischen Krieg in den Niederlanden.
- Belagerung von Maastricht

Im Jahre 1674 war es an der endgültigen Inbesitznahme der Franche-Comté durch König Louis XIV. beteiligt. Im gleichen Jahr ging es in das Eigentum des Marquis de Biron über.
Anschließend wurde es zur Armee von Maréchal Turenne in Deutschland kommandiert. Hier kämpfte es 1674 im Gefecht bei Langenburg, in der Schlacht bei Sinsheim, der Schlacht bei Enzheim und im Gefecht bei Mülhausen.

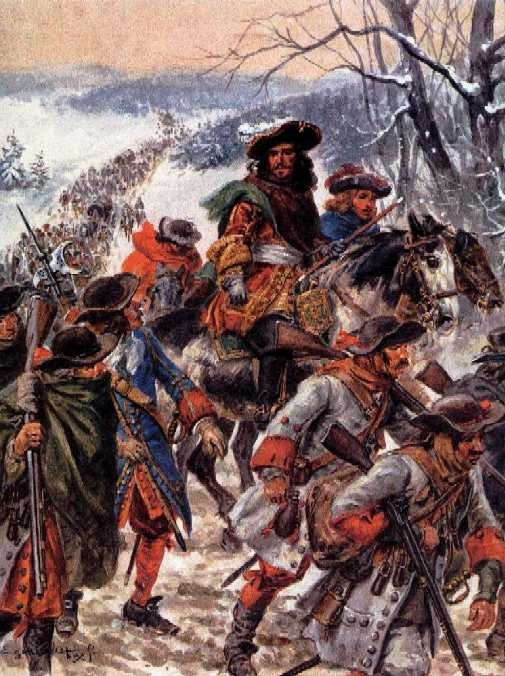
Turenne auf dem Marsch nach Türkheim

- Januar 1675: Schlacht bei Türkheim.
- 1676: Gefecht bei Kokersberg (ohne Einsatz)
- 1677: Belagerung von Freiburg
- 1678: Einnahme von Rheinfelden, Kehl und Lichtenberg. Gefecht an der Kinzig

Im folgenden Jahr wurde das Regiment wieder einmal reduziert, die allein verbliebene Leibkompanie wurde in das Régiment Royal-Piémont cavalerie eingegliedert.
Am 20. Oktober 1683 wurde der Marquis de Roquelaure autorisiert, sein Regiment unter dem Namen „Régiment d'Armagnac cavlerie“ als Provinzregiment wieder zu errichten. Dazu wurde als Stamm die an Royal-Piémont abgegebene Leibkompanie herangezogen. Bereits am 15. Januar 1685 erhielt es seinen Status als Linienregiment zurück und wurde nun als „Régiment de Roquelaure cavalerie“ bezeichnet.
Unter diesem Namen stand es 1688 im Feldlager an der Saône, nahm 1689 an den Feldzügen in Deutschland und 1689 an denen in Flandern teil.
- Schlacht bei Fleurus
- Schlacht bei Leuze
- Schlacht bei Steenkerke
- Schlacht bei Neerwinden
- Einnahme von Mons, von Namur und von Charleroi

1694 kehrte es an den Rhein zurück und blieb dort bis Kriegsende. 1699 lag es im Feldlager bei Landau in der Pfalz
Bereits seit 1691 gehörte das Regiment der Familie d'Esclainvilliers, die zwei Mestres de camp stellte, Vater und Sohn.
Die „Esclainvillers cavalerie“ zog 1701 nach Deutschland in den Spanischen Erbfolgekrieg, 1702 erfolgte die Verlegung nach Italien, wo es rechtzeitig ankam, um im Gefecht bei Luzara einzugreifen. Es wurde dann in Mantua in Garnison gelegt und nahm von hier aus an allen Expeditionen von Gouverneur René de Froulay de Tessé teil. Ab dem Jahre 1704, unter dem Kommando des zweiten Marquis d'Esclainvillers werden die Informationen über die Aktivitäten des Regiments spärlich. Es wird lediglich zwischen 1707 und 1712 als in Flandern stehend erwähnt und 1713 bei der Belagerung von Landau.
Seit 1727 trug das Regiment den Namen seines neuen Besitzers, des Marquis de Peyre. Unter diesem Namen war es im Polnischen Thronfolgekrieg eingesetzt und nahm an der Belagerung von Kehl, von Freiburg (Breisgau) und dem Gefecht bei Klausen teil. Nach dem Feldzug von 1735 bezog es Garnison in Gray (Haute-Saône).
1742, bereits unter dem Namen „Régiment de Vintimille cavalerie“ zog es im Österreichischen Erbfolgekrieg, wo es an Kampfhandlungen bei Aire-sur-la-Lys und bei Béthune teilnahm. 1743 stieß es bei Wœrth zur Armée du Rhin (Rheinarmee).
- Schlacht bei Dettingen

1744 wurde es der Moselarmee zugeteilt und war an Gefecht auf den Höhen von Zabern beteiligt, in welchem dem kaiserlichen General Nadasty eine Niederlage zugefügt wurde. Im Jahre 1746 lag das Regiment im Feldlager an der Saar und zog von dort aus nach Flandern, um an der Belagerung von Charleroi und Namur, sowie am Gefecht bei Raucoux teilzunehmen.
Anfang des Jahres 1747 verließ das Regiment seine Quartiere in Philippeville und Mariembourg um sich in die Provence zu begeben, wo der Feind eine Invasion versuchte. Zurück in Flandern 1748 war es bei der Belagerung von Maastricht eingesetzt, um dann nach Ypern, Bapaume, Guise und Le Quesnoy geschickt zu werden.
Nach dem Übergang auf die Familie Fumel wurde das Regiment nacheinander von den beiden Brüdern, dem Marquis de Fumel und dem Chevalier de Fumel kommandiert. Es lag zunächst in Givet in Garnison, dann 1750 in Neufchâteau, 1753 in Maubeuge und dem Feldlager von Saarlouis, 1754 in Dole und Marnay (Haute-Saône), 1755 in Lure (Haute-Saône) und Faverney und 1757 in Longwy. Von hier aus zog es in den Siebenjährigen Krieg und traf bei Neuss auf die Armee von Maréchal d’Estrées. Die wichtigsten Kampfhandlungen, an denen es teilgenommen hat, waren:
- Schlacht bei Hastenbeck
- Schlacht bei Krefeld
- Schlacht bei Wilhelmsthal – das Regiment deckte den Rückzug der französischen Armee

Bereits mit der Umorganisation der Kavallerie vom 1. Dezember 1761 war dem Regiment der Name „Royal-Picardie“ verliehen worden (Mestre de camp des Regiments war jetzt der König selbst) und es stieg in der Rangfolge der Kavallerieregimenter von der Nummer 41 zur Nummer 14 auf. Am 11. April 1763 wurden in Rethel die Reste des aufgelösten Kavallerieregiments „Bourbon-Busset“ eingegliedert.
Zwischen dem Ende des Siebenjährigen Krieges und der Französischen Revolution lag das Regiment in den folgenden Garnisonen: 1763 in Rethel und Metz, 1764 in Dôle, 1765 in Colmar, 1768 in Lunel, 1769 in Montpellier und Carcassonne, 1771 in Schlettstadt, 1773 in Redon, 1775 in Toul, 1778 in
Niort, 1779 in Douai, 1780 in Alby und Castres, dann in Limoges, 1782 in Neubreisach,
1783 in Saint-Avold, 1785 in Sarrelouis, 1788 in Angers, 1791 in Josselin, Ploërmel, Pontivy und Nantes.
Im Oktober 1791 wurde es nach Gonesse kommandiert, von wo es nach kurzem Aufenthalt nach Rocroi marschierte und sich am Ende des Jahres 1792 in Charleville befand. Es gehörte zur Armée des Ardennes (Ardennenarmee).
Unter der neuen Bezeichnung „20e régiment de cavalerie“ war es an den Feldzügen in Deutschland bis 1797 beteiligt. 1792 bis 1794 stand es bei der Armée du Nord (Nordarmee). Es zeichnete sich in Gefechten bei Lincelles und Courtrai aus, wo es die Standarte eines britischen Dragonerregiments erbeuten konnte. Von 1797 bis 1800 lag es in Paris beim Hauptquartier der 17e division militaire. (17. Militärdivision)
Unter dem Konsulat gehörte es zur Reservearmee in Italien, wo es sich als eins von drei Regimentern in der Schlacht bei Marengo besonders auszeichnen konnte. Diese kesselten sechs österreichische Grenadierbataillone ein und zwangen sie, die Waffen niederzulegen. Des Weiteren konnte ein Regiment ungarischer Husaren in die Flucht geschlagen werden.
Diese glorreichen Aktionen konnten jedoch nicht verhindern, dass das Regiment der Umorganisation des Jahres 1803 zum Opfer fiel. Es wurde in Lyon aufgelöst und die Escadronen verteilt:
- die 1. Escadron ging an das 12e régiment de cuirassiers
- die 2. Escadron ging an das 13e régiment de cuirassiers (dann 22e régiment de dragons)
- die 3. Escadron ging an das  14e régiment de cuirassiers (dann 23e régiment de dragons)
- ein Detachement ging an ein Régiment de carabiniers[5] (später Régiment de carabiniers de la Garde impériale)

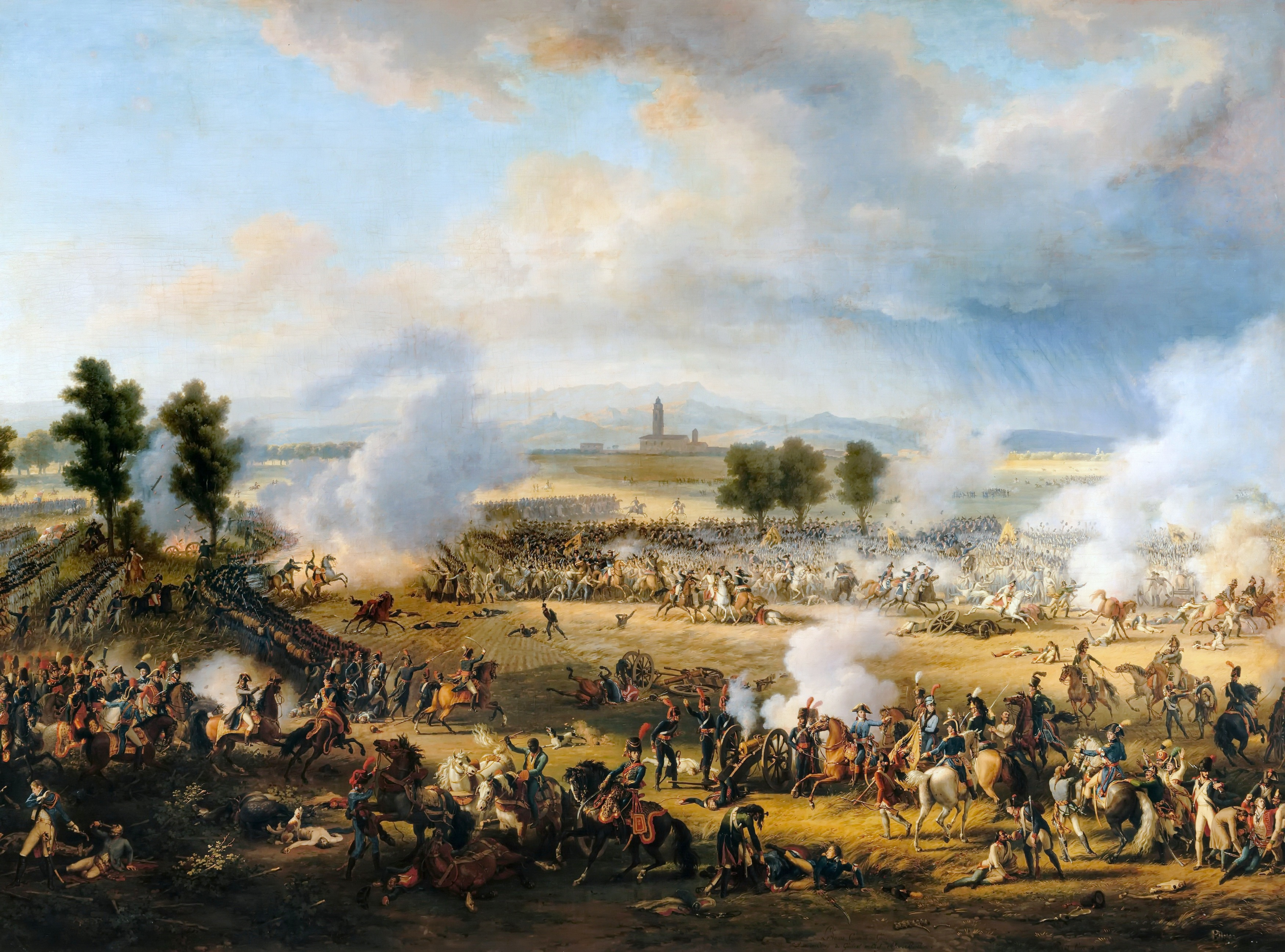
Schlacht bei Marengo von Louis François Lejeune.